# Mitya Fomin
Dmitrij Fomin (* Novosibirsk, 17 de enero de 1974), más conocido por su nombre artístico, Mitya Fomin, es un cantante, bailarino y productor musical ruso. De 1998 a 2009, miembro de la banda de pop ruso Hi-Fi.

## Discografía

### Álbumes de estudio
- 2010 - Tak budet

### Sencillos
- 2009 - Dve zemli
- 2010 - Vot i vsyo
- 2010 - Vsyo budet horosho
- 2010 - Perezimuem
- 2011 - Ogni bolshogo goroda (Paninaro)
- 2011 - Ne maneken
- 2011 - Sadovnik

## Filmografía
- 2011 - Step bay step

## Premios
| Año  | Premio                | Trabajo nominado                  | Categoría             | Resultado |
| ---- | --------------------- | --------------------------------- | --------------------- | --------- |
| 2010 | Zolotoy Grammofon     | «Vsyo budet horosho»              | Canción               | Ganador   |
| 2010 | Bog Efira             | «Vot i vsyo»                      | Radio hit             | Nominado  |
| 2010 | Pesnya Goda           | «Vsyo budet horosho»              | Ganador del festival  | Ganador   |
| 2011 | Premio Muz-TV         | Mitya Fomin                       | Revelación del año    | Nominado  |
| 2011 | Fashion People Awards | Mitya Fomin                       | Nuevo artista fashion | Ganador   |
| 2011 | Premio RU.TV          | «Vsyo budet horosho»              | Mejor ringtone        | Nominado  |
| 2011 | Premio RU.TV          | Mitya Fomin                       | La verdadera llegada  | Ganador   |
| 2011 | Zolotoy Grammofon     | «Ogni bolshogo goroda (Paninaro)» | Canción               | Ganador   |
| 2011 | OE Video Music Awards | «Ogni bolshogo goroda (Paninaro)» | Nuevo artista del año | Nominado  |